# 辻吉之助
辻 吉之助（つじ きちのすけ、1898年2月11日 - 1985年8月18日）は、京都出身のヴァイオリニストである。

## 生涯
初め福井富之助に師事し、「吉田吉之助」を名乗っていた。その後、大正末期に来日したボリス・ラスに師事した。昭和期になり、宝塚管弦楽団のコンサートマスターを務めた。また、ヴァイオリン教室を主宰し、娘の辻久子、久保田良作、和波孝禧らを育てたが、その指導は厳しいことで有名だった。1957年、紺綬褒章受章。

## 辻吉之助役を演じた俳優
- 中村嘉葎雄（弦鳴りやまず、1984年）